# Rue de Cronstadt (Paris)
Pour les articles homonymes, voir Rue de Cronstadt.
La rue de Cronstadt est une voie du 15e arrondissement de Paris, en France.

## Situation et accès
La rue de Cronstadt est une voie publique située dans le 15e arrondissement de Paris. Elle débute place Charles-Vallin et se termine au 51, rue des Morillons (place Jacques-Marette), face à l'entrée principale du parc Georges-Brassens.

## Origine du nom

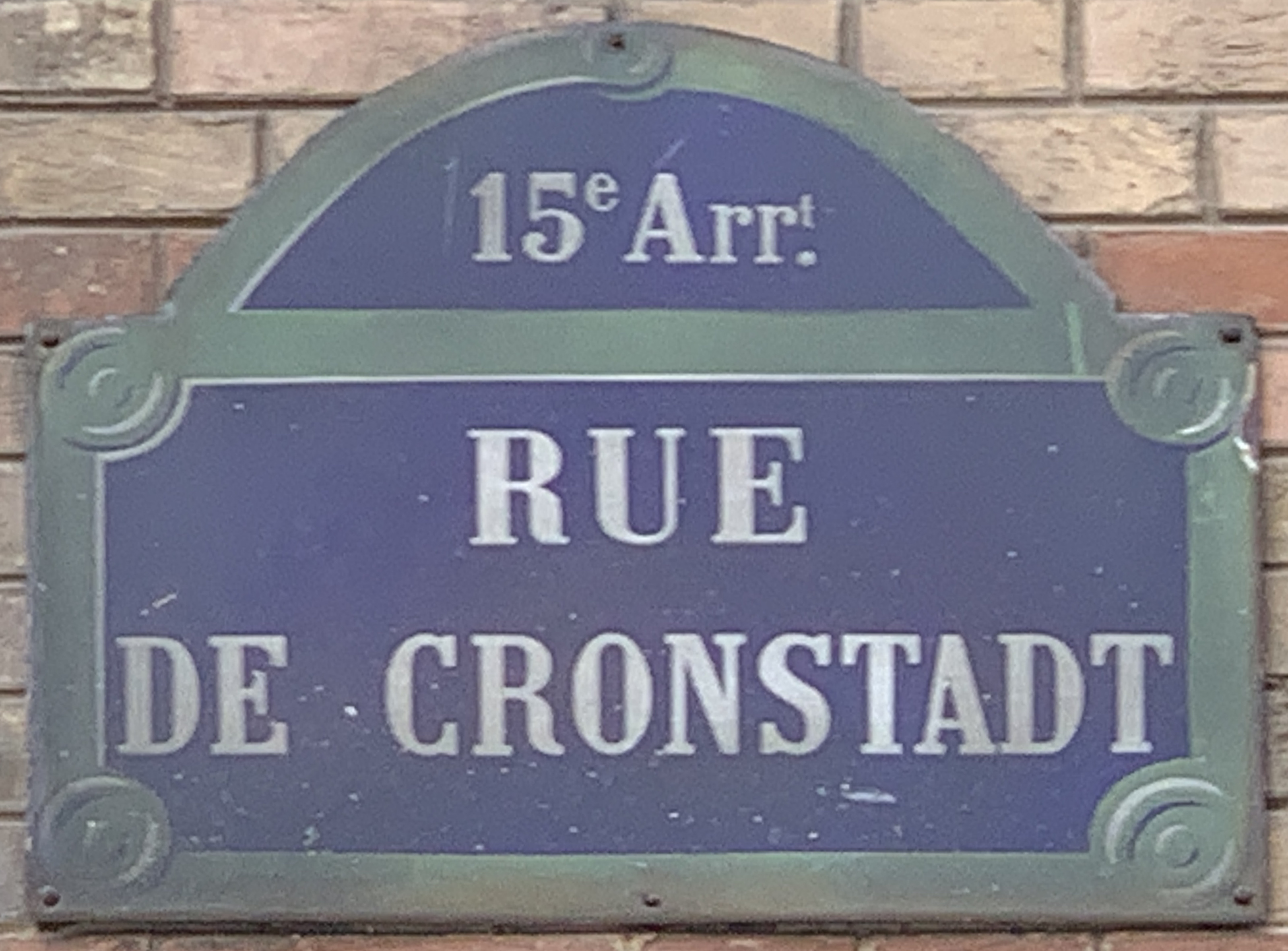
Plaque de la rue.

Cette rue rend hommage au port militaire russe de Cronstadt, sur le golfe de Finlande, qui a accueilli la flotte française du Nord en 1891 dans le cadre de l'Alliance franco-russe.

## Historique
Cette rue, principale voie d'accès aux abattoirs de la rive gauche, a  été ouverte en 1895 et a pris sa dénomination actuelle par arrêt du 10 juin 1897.

## Bâtiments remarquables et lieux de mémoire
- Nos 6-18 : ensemble des immeubles du GMO (Groupement des maisons ouvrières), construit par Auguste Labussière pour la Fondation de madame Jules Lebaudy[2].

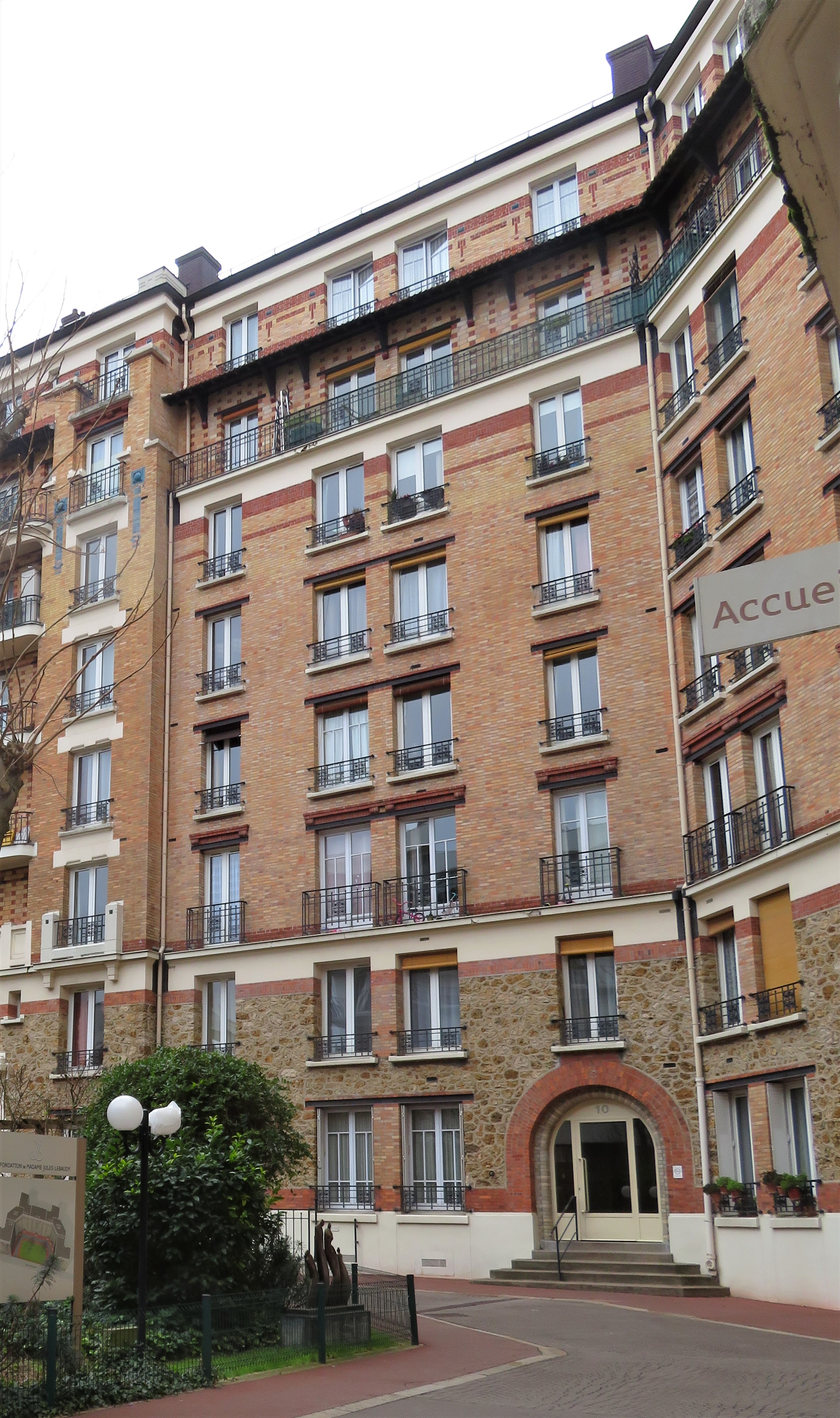
Fondation Lebaudy
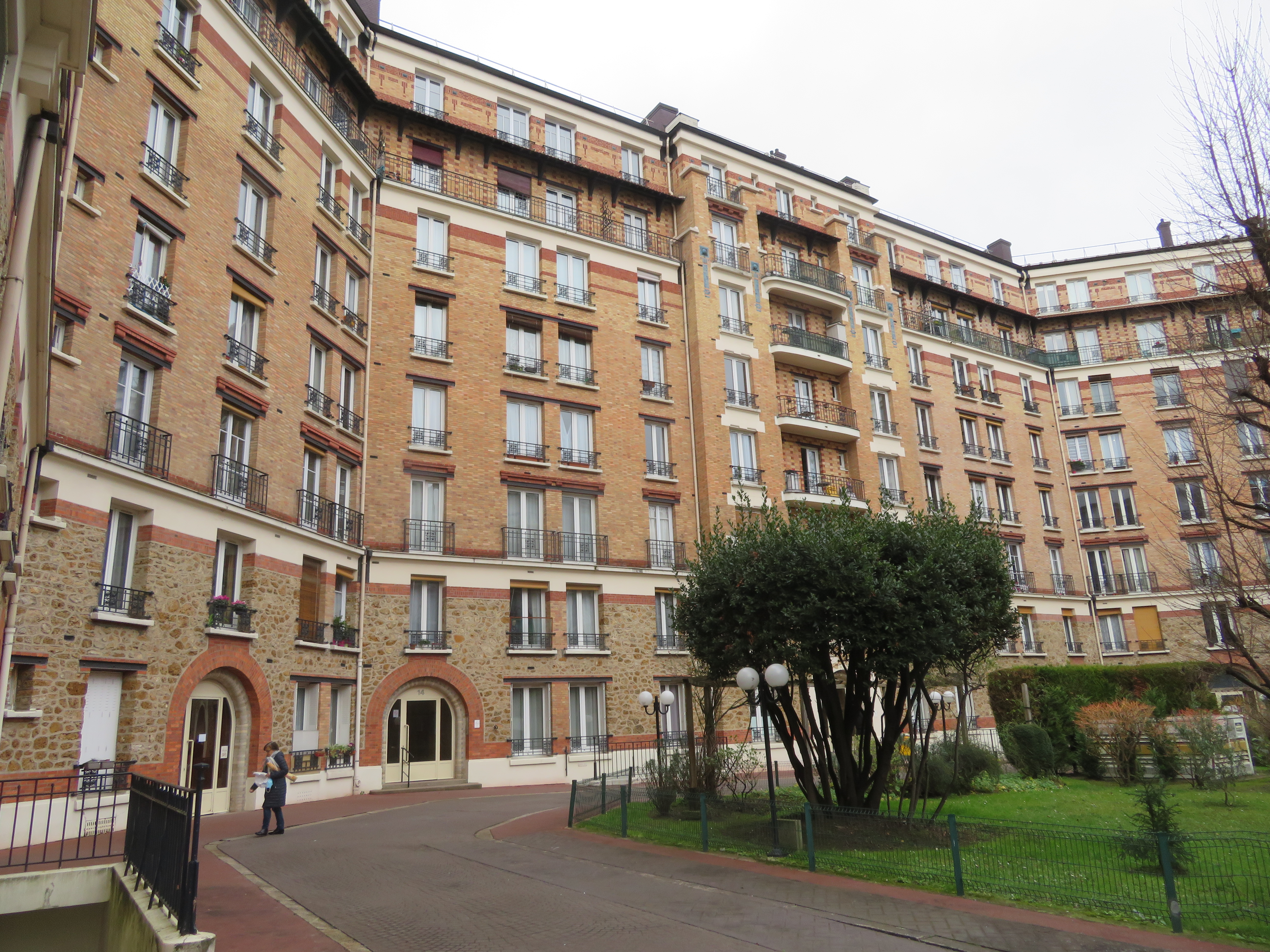
Fondation Mme Jules Lebaudy
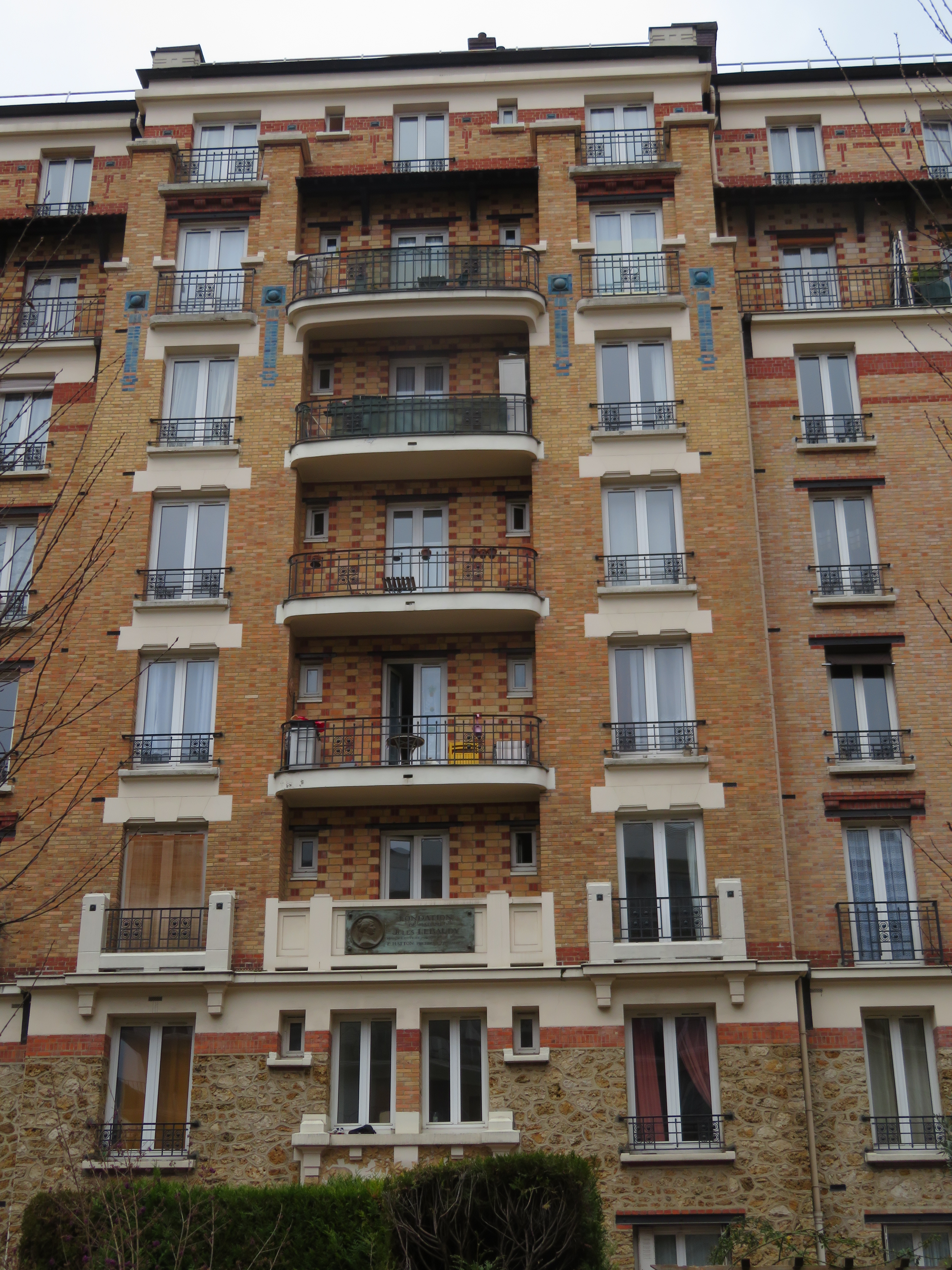
Fonadation Lebaudy

- No 23 : École internationale bilingue.
- No 28 : église Notre-Dame-de-la-Salette de Paris.